# Poľana-Tunnel
Der Poľana-Tunnel (slowakisch Tunel Poľana) ist ein 898 m langer Autobahntunnel in der Slowakei auf der Autobahn D3, Bauabschnitt Svrčinovec–Skalité. Er befindet sich nördlich von Skalité nahe der polnisch-slowakischen Grenze, unmittelbar östlich der Talbrücke Rieka. Der Tunnel trägt den Namen des Weilers Poľana in der Gemeinde Skalité südlich des Tunnels.
Derzeit ist nur die rechte, 898 m lange Tunnelröhre in Fahrtrichtung polnische Grenze im Gegenverkehrsbetrieb und die zulässige Höchstgeschwindigkeit beträgt 80 km/h. Es gibt eine Nothaltebucht pro Richtung. In Fahrtrichtung Žilina ist nur ein 900 m langer Fluchtstollen vorhanden, der mit der rechten Tunnelröhre über drei Sicherheitskorridore verbunden ist.

## Bau
Vor dem eigentlichen Bau wurde ab dem 10. Oktober 2006 ein Richtstollen auf der Trasse der zukünftigen linken Röhre errichtet, wobei insgesamt 302 m gebohrt wurden.
Der Tunnelbau begann mit einem Festakt am 31. Juli 2014, neun Monate nach dem offiziellen Baustart des betroffenen Bauabschnitts. Es wurde die Neue Österreichische Tunnelbaumethode (NÖT) verwendet. Der feierliche Durchschlag fand am 7. September 2015 statt. Die Länge des gebohrten Teils ist 861 m. Der Tunnel verläuft in einer S-Kurve, wobei die Gradiente 2 % Richtung polnische Grenze beträgt. Zusammen mit dem übrigen Bauabschnitt wurde der Tunnel am 10. Juni 2017 dem Verkehr freigegeben.